# Otto Schmitz-Hübsch
Otto Schmitz-Hübsch (* 26. Februar 1868 auf Rittergut Winnenthal bei Xanten; † 2. November 1950 in Merten bei Bonn) war ein deutscher Obstbaupionier und Züchter. Er etablierte den Obstbau als Wirtschaftszweig in Deutschland, entwickelte mit Niederstammbaum und Spindelbusch die heute weltweit eingesetzten Obstbaumformen und entdeckte eine der beliebtesten Apfelsorten, den Roten Boskoop.

## Werdegang
Otto Schmitz-Hübsch entstammte einer alten niederrheinischen Landwirtsfamilie. Er war ein Enkel des Großgrundbesitzers und Ökonomierats Johann Anton Schmitz (seit seiner Adelung: Schmitz-Hübsch) und Sohn des Landesökonomierats Johann Wilhelm Schmitz-Hübsch, der sich bereits für pomologische Sortenstudien und Obstzucht begeisterte. Von dieser Passion war Otto schon als Junge angesteckt. Nach Abstechern an die Landwirtschaftliche Hochschule Berlin und die Staatliche Gartenbauschule im belgischen Gent unternahm er ausgedehnte Studienreisen in die Obstbaugebiete Belgiens und Frankreichs. Nachdem sein Entschluss feststand, einen reinen Obstbetrieb zu gründen, suchte er zwei Jahre lang nach geeignetem Terrain. Er fand es schließlich im Vorgebirge, einer sehr fruchtbaren Region westlich des Rheins zwischen Köln und Bonn.
Mit der Einführung des Erwerbsobstbaus in Deutschland begründete Otto Schmitz-Hübsch zugleich eine „Obstbau-Dynastie“: Seine Kinder legten allesamt ebenfalls Apfel- und Birnenplantagen an und entwickelten den modernen Obstbau weiter. Zwei von ihnen – Hans und Heribert – trugen mit zahlreichen Publikationen zur Verbreitung des Schmitz-Hübsch’schen Wissens bei. Das inzwischen von einem Urenkel geführte Stammgut gilt in Fachkreisen bis heute als Vorzeigebetrieb. Dort befindet sich auch eines der drei Obstbau-Museen Deutschlands.

## Wirken und Wirkung
Bis ins 19. Jahrhundert beschränkte sich der Obstanbau auf Streuobstwiesen, Wegrandpflanzungen (Alleen) und Obstgärten, die lediglich dem Eigenbedarf oder Nebenerwerb dienten. 1896 gründete Otto Schmitz-Hübsch das erste reine Obstgut zum großflächigen, rationellen Apfel- und Birnenanbau und legte damit den Grundstein für den Erwerbsobstbau in Deutschland. 

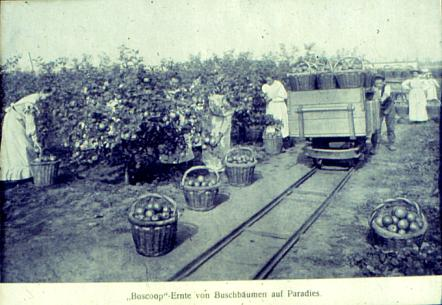
Apfelernte in den Schmitz-Hübsch'schen Anlagen um 1900

Mit dieser Pioniertat ging eine weitere Neuerung einher, die den Obstbau in Deutschland und auf der ganzen Welt verändern sollte: Schmitz-Hübsch legte seine Plantagen nicht mit herkömmlichen hochstämmigen Obstbäumen an, sondern begann als Erster, schwach wachsende Apfel- und Birnbäume systematisch zu kultivieren. Diese Niederstammbäume erwiesen sich als enorm vorteilhaft: Sie bringen frühere und höhere Erträge mit besserer Qualität; zudem sind sie viel leichter zu ernten und zu pflegen, weil keine Leitern mehr notwendig sind. Die Unterlagen, auf denen Schmitz-Hübsch seine Bäume veredelte, wurden später als M8 und M9 klassifiziert – letztere ist heute weltweit die mit Abstand verbreitetste Apfel-Unterlage.
Anfang der 1930er Jahre gelang Otto Schmitz-Hübsch (gemeinsam mit seinem Sohn Heribert) eine bahnbrechende Weiterentwicklung seiner auf M9 gezogenen Niederstammbäume: Mit dem Spindelbusch führte er eine besonders kleinwüchsige, schlanke Baumform ein, die hinsichtlich Bearbeitung und Fruchtbarkeit allen anderen Formen überlegen ist. Zusammen mit der M9-Unterlage hat sich die „Spindel“ seit 1950 ebenfalls weltweit durchgesetzt. So sind etwa neun von zehn Apfelbäumen in Europa Spindelbüsche.
Als Obstzüchter wurde Otto Schmitz-Hübsch durch den Roten Boskoop bekannt. 1923 entdeckte und veredelte er eine rötlich gefärbte Mutation der Sorte Boskoop, die er 1939 als Roter Boskoop Schmitz-Hübsch in den Handel brachte. Sie zählt bis heute zu den meistangebauten Apfelsorten.